# Bistum Ratnapura

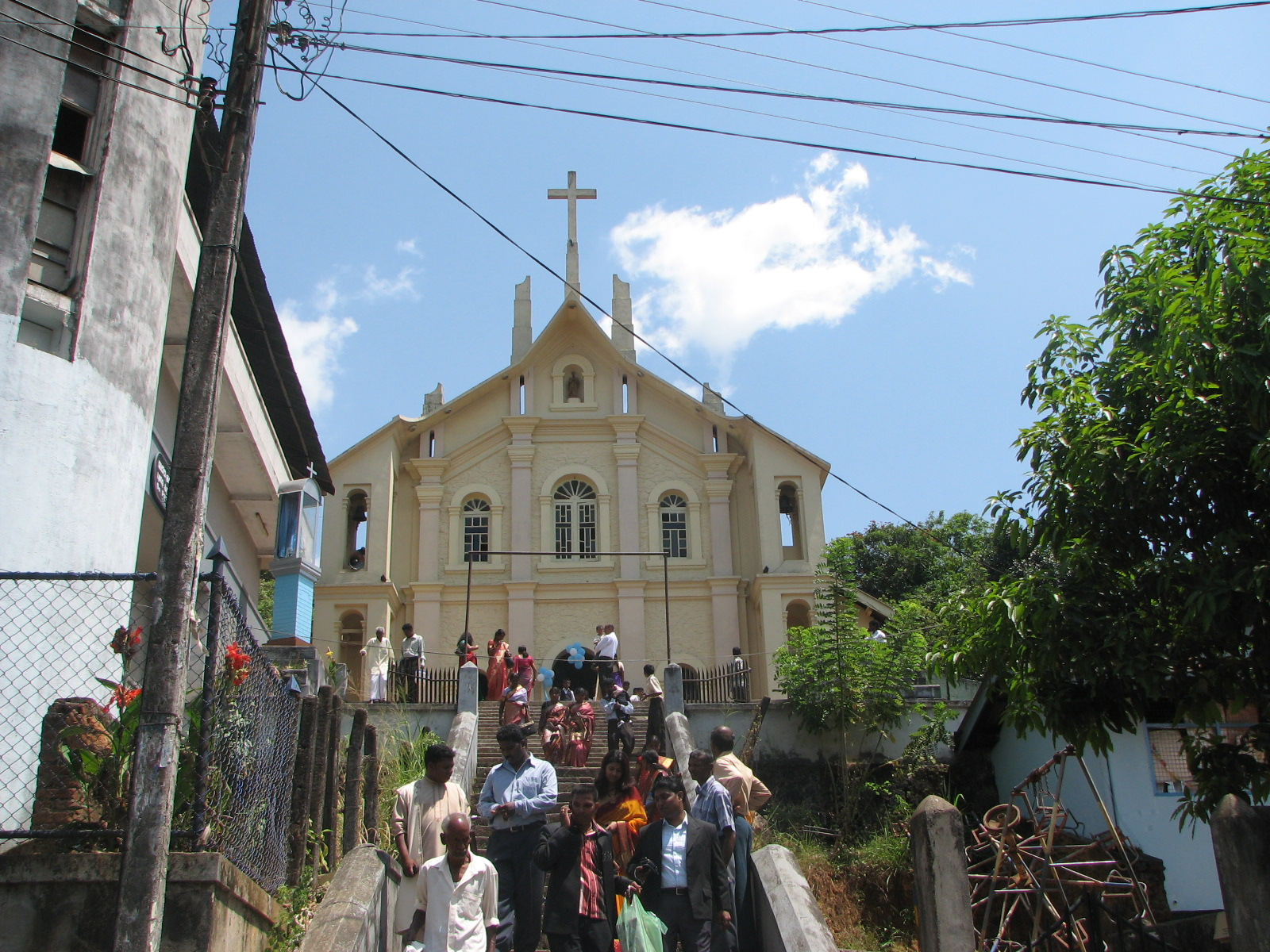
Ss. Peter and Paul Cathedral

Das Bistum Ratnapura (lat.: Dioecesis Ratnapurensis) ist eine in Sri Lanka gelegene römisch-katholische Diözese mit Sitz in Ratnapura. Es umfasst die Provinz Sabaragamuwa.

## Geschichte
Papst Johannes Paul II. gründete es mit der Apostolischen Konstitution Ad aptius consulendum am 2. November 1995 aus Gebietsabtretungen des Bistums Galle und es wurde dem Erzbistum Colombo als Suffragandiözese unterstellt.

## Bischöfe von Ratnapura
- Albert Malcolm Ranjith Patabendige Don (2. November 1995 – 1. Oktober 2001)
- Harold Anthony Perera (29. Januar 2003 – 15. Februar 2005, dann Bischof von Galle)
- Ivan Tilak Jayasundera (20. Januar 2006 – 6. Juli 2006)
- Cletus Chandrasiri Perera OSB (4. Mai 2007 – 5. März 2024)
- Peter Antony Wyman Croos (seit 5. März 2024)